# Igoče
Igoče (cyr. Игоче) – wieś w Bośni i Hercegowinie, w Republice Serbskiej, w gminie Foča. W 2013 roku liczyła 20 mieszkańców.